# 白雲駅 (平安北道)
白雲駅（ペグンえき、朝鮮語: 백운역）は、朝鮮民主主義人民共和国平安北道亀城市にある駅であり、平北線に属する。 

## 歴史
- 1939年9月27日：開業[1]。

## 隣の駅
平北線
亀城駅 - 白雲駅 - 八営駅